# Pierre Ducasse
Pierre Ducasse (Bordeaux, 7 maggio 1987) è un ex calciatore francese, di ruolo centrocampista.

## Palmarès

### Club

#### Competizioni nazionali
- Coppa di Lega francese: 2

Bordeaux: 2006-2007, 2008-2009
- Supercoppa francese: 1

Bordeaux: 2008
- Campionato francese: 1

Bordeaux: 2008-2009

### Nazionale
- Campionato d'Europa Under-17: 1

2004